# Шаумян, Себастиан Константинович
Себастиа́н Константи́нович Шаумя́н (англ. Sebastian Shaumyan) (родился 27 февраля 1916 в городе Тбилиси, Грузия , умер 21 января 2007 в городе Лондон, Великобритания) — советский и американский лингвист, создавший труды по теоретической лингвистике и семиотике.
Получил лингвистическое образование в Тбилиси и в Москве. В 1960-е годы был одним из наиболее известных в СССР пропагандистов структурных методов в фонологии и грамматике. Организатор сектора структурной лингвистики в Институте русского языка АН СССР в Москве, которым руководил с 1965 по 1975 год. С 1975 года в эмиграции в США, профессор Йельского университета (с 1986 года почётный профессор в отставке). Разрабатывал так называемую «аппликативную модель» языка в духе концепций формального моделирования 1960-х годов. Впоследствии занимался также более общими проблемами лингвистики и семиотики. В 1990-е годы неоднократно приезжал в Россию, выступал с лекциями.

## Биография
Себастьян Константинович Шаумян родился 27 февраля (14 февраля по старому стилю) 1916 года в Тифлисе (современный Тбилиси).
В детстве Себастьян много болел и был вынужден проводить много времени с репетиторами. При выборе своего профессионального пути он испытывал сомнения: прослушал курс химии в техникуме, а затем изучил немецкий и английский языки в дополнение к армянскому, грузинскому и русскому, которыми уже владел. Откровение пришло к нему, когда он познакомился с книгой Соссюра. Он стал заниматься филологией в Тбилисском университете, где и получил диплом об окончании. Вторая мировая война прервала его академические занятия: он участвовал в битвах за Керчь, которая была дважды оккупирована нацистами, после чего подал заявление с просьбой отправить его на передовую, однако вместо этого его послали на службу в Главное разведывательное управление в Москве, где он руководил обработкой зарубежных радиопередач.
После войны, в Москве, Шаумян постепенно, но очень настойчиво проявлял интерес к лингвистике. В 1950 году он участвовал в фонологических дебатах, отважно, или безрассудно, защищая работы опальных Николая Трубецкого и Романа Якобсона (центральных фигур Пражского лингвистического кружка), за что оппоненты упрекнули его в «идеализме» и «формализме». Коллеги Шаумяна в те времена говаривали, что пристально следят за работами Себастьяна Константиновича не столько из интереса к фонологии, сколько затем, чтобы узнать, не сидит ли он.
Под влиянием работ Ноама Хомского, которого ему также приходилось защищать от обвинений в формализме, Шаумян трудится над созданием так называемой аппликативной порождающей модели языка. В 1962 году он получает докторскую степень. В начале 1960-х годов Себастьян Константинович помогает организовать отделение структурной и прикладной лингвистики в Московском государственном университете. Затем Шаумян образовывает и возглавляет сектор структурной лингвистики в Институте русского языка Академии наук СССР. Появляется серия книг, многие из которых написаны в соавторстве с его московской коллегой Полиной Аркадьевной Соболевой: "Аппликативная порождающая модель и исчисление трансформаций в русском языке" (1963), «Структурная лингвистика» (1965), "Основы порождающей грамматики русского языка: введение в генотипические структуры" (1968), "Философские вопросы теоретической лингвистики" (1971), "Аппликативная грамматика как семантическая теория естественного языка" (1974). Все эти работы были переведены на английский и другие языки.
Будучи активным членом партии (как говорил сам Себастьян Константинович, он «умел неплохо цитировать Маркса»), Шаумян использовал свой партийный пост для того, чтобы помочь и защитить тех, кто нуждался. Его партийное положение, а также всемирная известность в своей области знаний давали ему возможность ездить за границу, он посетил Польшу, Германию и Америку, провёл год в университете в Эдинбурге в 1968 году.
В 1975 году в возрасте 60 лет, предчувствуя вынужденный уход на пенсию из-за трений с академическими властями, и в поисках приключений, Шаумян, воспользовавшись разрешённой в те времена возможностью эмиграции, переезжает в Соединённые Штаты, куда он был приглашён на должность профессора в Йельском университете на факультете лингвистики, который тогда возглавлял Эдвард Станкевич, по рекомендации Романа Якобсона, работавшего в то время в Гарвардском университете. В эти годы выходят ещё две книги в соавторстве с Жаном-Пьером Декле и Златкой Генчевой.
К своему огорчению, в 1986 году Себастьян Константинович в связи с возрастом должен был оставить позицию действующего профессора, однако он остался заслуженным профессором Йельского университета, и уже на этой должности очень активно работал. В 1987 году выходит его книга «Семиотическая теория языка» в издательстве Индианского университета, он работает в проекте по «инженерной семиотике» совместно с компанией в Нью-Йорке, регулярно выступает на конференциях. В 1997 году он получает грант фонда Фулбрайта и на 10 месяцев приезжает в Москву заниматься научной работой. В Москве его встретили очень тепло и с энтузиазмом. Затем в 2005 году в возрасте 89 лет он снова приезжает в Москву, получив ещё один грант Фулбрайта. В 2006 увидела свет его последняя книга «Знаки, разум и реальность» (в издательстве Джон Бенджаминс, в серии Успехи исследований сознания), с интригующим подзаголовком «теория языка как народной модели мира».
Поздние работы Шаумяна отмечены широким интересом к философии науки и фундаментальным проблемам лингвистики. Они содержат острую критику Ноама Хомского за его неумение должным образом отграничить то, что собственно принадлежит к сфере исследований лингвистики. Список языков, рассматриваемых в последней книге Шаумяна, свидетельствуют о широте и живом характере его интересов; сюда входят язык басков, находящийся под угрозой исчезновения австралийский язык дирбал, язык орегонских индейцев такелма. То, что Шаумян опять с вдохновением обращается к идеям Соссюра и вновь очень искусно вводит «диалектический» метод в лингвистику, даёт его работе очень значительную силу убеждения, и не только среди тех, кто скептически относится к Хомскому. Хотя некоторые его идеи, на первый взгляд, могут показаться старомодными и даже гегельянскими, он очень умело и убедительно парирует каждое возражение, используя при этом современный язык научных дебатов. Его мягкая манера скрывает железную решимость, и он завоёвывает горячих сторонников: начиная с академических учёных — таких, как Адам Маккай, автор «Поиска утерянной семиотической революции в современной лингвистике», и кончая Девином Шамоном, бывшим миссионером из Папуа — Новой Гвинеи, попавшим в результате кораблекрушения на Гавайи, где он был настолько воодушевлён спором трёх континентов, который вёл Шаумян с двумя коллегами в Интернете, что посвятил себя проекту, который он назвал Панлингва.

## Смерть
Себастьян Константинович Шаумян ушёл из жизни 21 января 2007 года в своём доме в Нью Хейвене, штат Коннектикут, США, сидя в кресле на кухне у себя дома и мирно погрузившись в чтение Декамерона на русском языке.
Себастьяна Шаумяна пережили его жена 64-х лет, Мария, и трое их детей — поэт-математик, программист и философ-лингвист, которые словно бы разделили между собой гений своего отца.

## Основные работы
- Структурная лингвистика (1965)
- Applicational Grammar as a Semiotic Theory of Natural Language (1975)
- A Semiotic Theory of Language (1987)
- Signs, Mind and Reality (2006)